# Áreas esteparias del Campo de Montiel
Áreas esteparias del Campo de Montiel este o arie protejată (arie de protecție specială avifaunistică — SPA) din Spania întinsă pe o suprafață de 16.076,05 ha, integral pe uscat.

## Localizare
Centrul sitului Áreas esteparias del Campo de Montiel este situat la coordonatele 38°44′05″N 2°55′39″W / 38.7347°N 2.9275°V.

## Înființare
Situl Áreas esteparias del Campo de Montiel a fost declarat arie de protecție specială avifaunistică în iulie 2005 pentru a proteja 1 specie de plante și 30 de specii de animale.

## Biodiversitate
Situată în ecoregiunea mediteraneană, aria protejată conține 6 habitate naturale: Păduri de Quercus ilex și Quercus rotundifolia, Pante stâncoase silicioase cu vegetație casmofită, Pajiști umede mediteraneene cu ierburi înalte de Molinio-Holoschoenion, Dehesas cu Quercus spp. perene, Pseudostepă cu ierburi și specii anuale de Thero-Brachypodietea, Grohotișuri termofile și vest-mediteraneene.
La baza desemnării sitului se află mai multe specii protejate:
- plante (1): Coincya rupestris
- păsări (30): uliu porumbar (Accipiter gentilis gentilis), Alectoris rufa, Aquila adalberti, acvilă de munte (Aquila chrysaetos), ciuf de câmp (Asio flammeus), pasărea ogorului (Burhinus oedicnemus), șorecarul comun (Buteo buteo), ciocârlie-cu-degete-scurte (Calandrella brachydactyla), șerpar (Circaetus gallicus), erete de stuf (Circus aeruginosus), erete vânăt (Circus cyaneus), erete cenușiu (Circus pygargus), dumbrăveancă (Coracias garrulus), prepeliță (Coturnix coturnix), Falco naumanni, vânturel roșu (Falco tinnunculus), ciocârlan (Galerida cristata), Galerida theklae, acvilă pitică (Hieraaetus pennatus), ciocârlie de bărăgan (Melanocorypha calandra), prigoare (Merops apiaster), gaia neagră (Milvus migrans), codobatura galbenă (Motacilla flava), pietrar mediteranean (Oenanthe hispanica), dropie (Otis tarda), Pterocles alchata, Pterocles orientalis, turturică (Streptopelia turtur), spârcaci (Tetrax tetrax), nagâț (Vanellus vanellus)

Pe lângă speciile protejate, pe teritoriul sitului au mai fost identificate 4 specii de păsări.